# Três Rios (ficção)
Três Rios é uma cidade fictícia criada pelo escritor brasileiro Cesar Bravo, sendo o cenário de seus principais enredos de horror, como no livro VHS: Verdadeiras Histórias de Sangue, publicado pela DarkSide Books.

## A cidade
Na ficção de Bravo, Três Rios se situa no noroeste paulista, cerca de 535 km da capital. Faz parte do eixo industrial das cidades próximas, também fictícias, Acácias, Cordeiros, Terracota, Velha Granada, Assunção, Nova Enoque, Gerônimo Valente e Trindade Baixa.
O nome da cidade foi uma escolha de Sebastião Lázaro Guerra, membro do Instituto Histórico e presidente do Grande Oriente Maçônico do Estado de São Paulo.  Foi um pedido do cidadão Ítalo Dulce, um dos primeiros a comprar os lotes que originariam a cidade no futuro. O nome faz referência aos três rios que cortam a região: Rio Verde, Rio da Onça e Rio Choroso.
Ítalo morreu afogado no rio Escuro que acabou renomeado para rio Choroso devido à sua viúva, Gemma Tenório Dulce. Três Rios é o município líder da macrorregião, tendo ostentado por décadas o título de “a maior produção agro-tecnológica do país”. O então presidente Getúlio Vargas chamou Três Rios de “Semente do Brasil” devido à sua localização privilegiada e ao seu povo trabalhador. Na década de 1990, a produção de carne da cidade tornou-se competitiva e se tornou o maior terreno de abate do estado, termo rejeitado por municípios ao redor.
Tornou-se conhecida em território nacional após o acidente na Fábrica AgroHermes de Pesticidas, que tornou-se a Alphacore Biotecnologia. O vazamento de compostos químicos da fábrica causou uma grande contaminação dos corpos d'água da região no final dos anos 1980, com efeitos na fauna, flora, recursos naturais e na vida dos habitantes da região. O sucesso industrial de Três Rios e das cidades vizinhas acabou ofuscando o incidente. Três Rios conta com pouco mais de 300 mil habitantes, uma área de mais de 430 mil km² e faz parte do eixo industrial do país. Três rodoviais locais passam por Três Rios, formando a chamada Rotatória do Tridente.